# Liceo classico Giovanni Pantaleo
Il Liceo Classico "Giovanni Pantaleo" è un istituto superiore di Castelvetrano, intitolato a Giovanni Pantaleo.

## Struttura
L'edificio, prima di ospitare il Liceo Classico, era il convento dell'adiacente Chiesa di San Domenico. Si presenta su due piani e si articola tutto intorno a un chiostro.

## Storia
Il Liceo di Castelvetrano sorse una prima volta, per breve tempo, nel 1774.
Dopo anni di preparativi, sorse nuovamente nel 1847, grazie soprattutto al canonico Francesco La Croce, che ne fu anche docente di Filosofia e Matematiche. Fu chiuso nel 1860, come gli altri istituti post-elementari del Regno delle Due Sicilie, dopo l’annessione al Regno d’Italia .
Il 30 settembre 1870 fu istituito il Ginnasio inferiore comunale, limitatamente alla prima classe; nei due anni successivi si formano le altre classi . 
Nell'anno 1873 viene istituito il Ginnasio superiore comunale. Nel 1884, con Regio Decreto, viene istituito un Ginnasio Governativo . Nel 1907 su proposta del Collegio dei Docenti, il Consiglio comunale decide di proporre al Ministero di intitolare l'Istituto al frate “Giovanni Pantaleo”, nativo di Castelvetrano. La delibera viene approvata nello stesso anno.
Nel 1923 viene istituito il Liceo comunale. Nel 1934 il Liceo viene “regificato”, secondo la terminologia del tempo, e da allora assume il nome di Ginnasio Liceo “Giovanni Pantaleo”. Dal 2001 il Liceo delle Scienze Umane "Giovanni Gentile" si è unito al Liceo Classico, sotto la denominazione di Istituto Statale di Istruzione Superiore “G. Pantaleo - G. Gentile”.
Dall’a.s. 2013/14, con Decreto Assessoriale n. 5 del 28 febbraio 2014, si è costituito l’Istituto di Istruzione Secondaria Superiore “Cipolla - Pantaleo - Gentile”, comprendente il Liceo Scientifico, il Liceo Classico e il Liceo delle Scienze Umane .